# Robert Jan Goedbloed
Robert Jan Goedbloed (Den Haag, 8 augustus 1946 – Huizen, 5 oktober 2001) was een Nederlands bankier en politicus namens de VVD.
Hij studeerde rechten aan de Rijksuniversiteit Leiden. Goedbloed maakte carrière bij de AMRO Bank en was ook werkzaam in de Verenigde Staten en Canada. Vanaf 1977 was hij lid van de VVD waarvoor hij lokaal en regionaal actief was. Op 1 september 1998 werd Goedbloed tussentijds Europarlementariër als opvolger van Gijs de Vries die staatssecretaris in het kabinet-Kok II was geworden. Hij hield zich bezig met economie en monetaire zaken. Na de Europese Parlementsverkiezingen 1999 keerde hij niet terug omdat Toine Manders hem met voorkeurstemmen voorbij streefde op de lijst.
- Parlement.com: vg09llzkpgtq